# Annalena Mach
Annalena Mach (* 1. Juni 1995 in Luxemburg) ist eine luxemburgische Volleyballnationalspielerin.

## Karriere
Mach beschäftigte sich mit Badminton und Turnen, bevor sie zum Volleyball kam. Als sie ihren Vater Carlo Mach, einen ehemaligen Volleyballnationalspieler, zum Training in Steinfort begleitete, entdeckte sie ihr Interesse an dieser Sportart. Später spielte sie beim VC Mamer, mit dem sie 2013 die luxemburgische Meisterschaft und 2014 den nationalen Pokal gewann. Mit der luxemburgischen Nationalmannschaft erreichte sie bei den Europaspielen der kleinen Staaten 2011 und 2013 den dritten und zweiten Platz.
Nach ihrem Abitur wechselte Mach 2014 zum deutschen Bundesligisten 1. VC Wiesbaden. Detlev Schönberg, der zugleich als luxemburgischer Nationaltrainer und als Scout in Wiesbaden arbeitete, stellte den Kontakt her. Die bisherige Außenangreiferin, die durch ihre Mutter auch die deutsche Staatsangehörigkeit hat, übernahm die Position im Diagonalangriff. Mit Wiesbaden erreichte Mach in der Saison 2014/15 das Playoff-Halbfinale der Bundesliga. In den Playoffs 2015/16 schied der VCW im Viertelfinale aus. Im CEV-Pokal gegen Polski Cukier Muszyna sammelte Mach weitere internationale Erfahrung. In der Saison 2016/17 erreichte sie mit Wiesbaden erneut das Playoff-Halbfinale der Bundesliga. Im Dezember 2017 erlitt Mach im Bundesliga-Spiel gegen Allianz MTV Stuttgart einen Kreuzbandriss und fiel für den Rest der Saison 2017/18 aus. Nach der Saison wurde ihr Vertrag nicht verlängert. Seit 2019 spielt Mach wieder beim VC Mamer.